# Столовая (бухта)

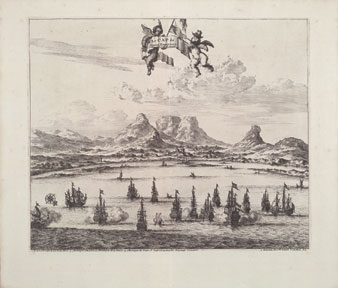
Вид с корабля на бухту Столовая в 1727 году. На заднем плане — гора Столовая

Столо́вая (африк. Tafelbaai, Тафелбай; англ. Table Bay) — бухта Атлантического океана, у юго-западных берегов Африки. Длина 15 км, ширина у входа 7,4 км, глубина 11—40 м. Скорость течений до 6 км/ч. Приливы полусуточные, величина их 1,7 м. Впадает р. Солт. На западном берегу — порт Кейптаун. Бухта получила своё название из-за горы Столовая, расположенной на её южном берегу.
К северо-западу от бухты Столовая расположен остров Роббенэйланд.